# 願上帝庇佑你之靈魂

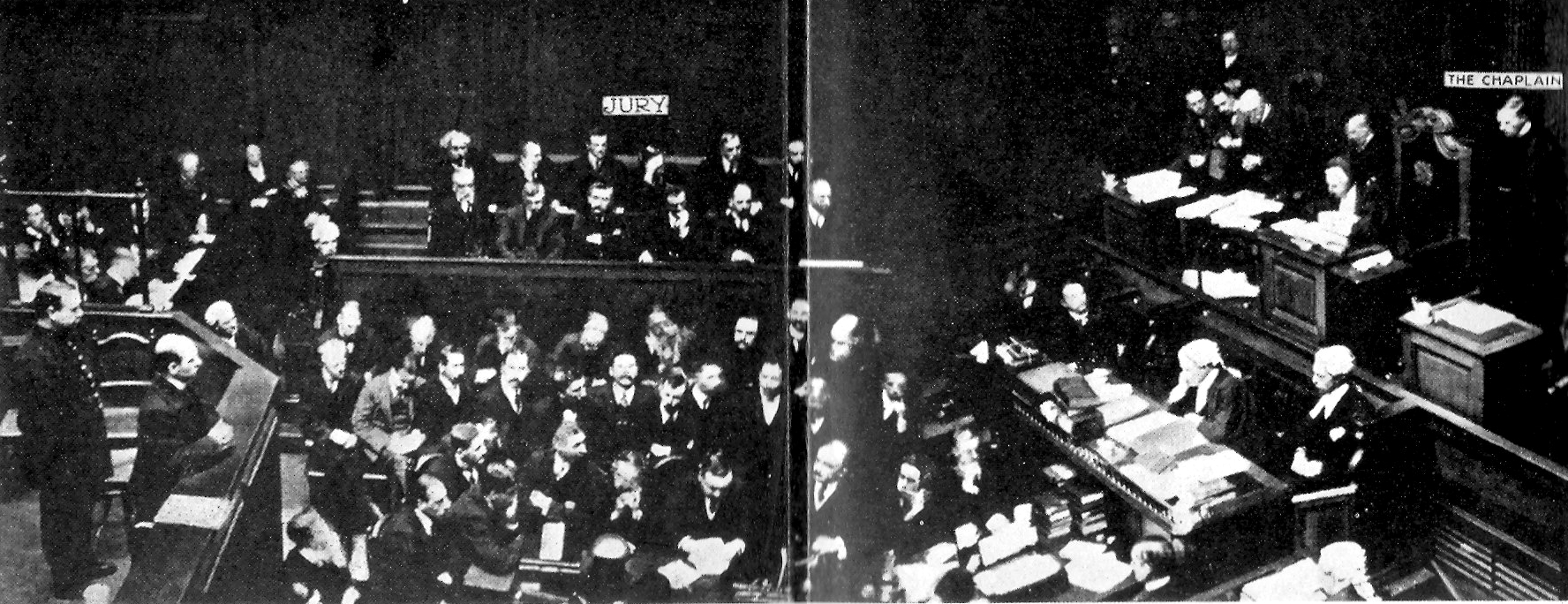
1912年，弗雷德里克·塞顿（左）由佩戴黑帽的法官托马斯·布克尼尔（右）宣判死刑。

願上帝庇佑你之靈魂是一些法系中法院法官在宣布死刑判决时所使用的说法，它最早起源自以色列王国的犹太人宗教法庭，该法庭通过此方式将法律最高的权威归于上帝。后来，这样的用法流传至英格兰和威尔士的法律体系之中，并由此流传到了大英帝国的各殖民地。每当宣判死刑时，法官就会使用该说法。
根据使用地区的不同，这一说法多年来有过不同的侧重点，其目的通常是为被审判者的灵魂而祈祷。不过后来，美国等国使用这一说法主要是出于法律传统的影响，而和宗教信仰及其起源无关。

## 措辞
这一说法是主审法官在佩戴黑帽和黑手套后宣布死刑判决时使用。在英格兰，佩戴黑手套是刻意与巡回审判庭审判结束时法官通常以佩戴白手套的形式表明无死刑判决所做的区分。其传统上的措辞随着时间而有所变化。18世纪英格兰的说法是“愿主怜汝之灵”（And the Lord have mercy upon thy soul），后演变为“願上帝庇佑你之靈魂”，这一说法成为英格兰及威尔士、加拿大和澳大利亚法官在宣判死刑时的传统结束语。作为祈祷，这句话说完后一般会再加一句“阿门”。报刊在报道时也会引用这一说法，称“正如老调重弹”。

到了18世纪，英格兰的通常说法是：
奉法汝即归诸来处，自此往处刑地，缢颈至身死，死，死，愿主怜汝之灵。

随着时间的推移，该说法到了1940年代在大英帝国自治领则变为：
本院判决如下，押送被告人返回原关押地等候（行刑日），届时押送被告人至行刑地接受绞刑，願上帝庇佑你之靈魂。

英屬香港於1960年代與1970年代尚有判處死刑，故亦同樣運用此措辭。以犯謀殺罪者為例，具體說法為：
陪審員已裁定你謀殺罪罪名成立，現將你還押監獄，然後定期將你由監獄帶往刑場，以一繩墮於你頸，吊至你氣絕，然後由港府擇日將你安葬，願上帝庇佑你之靈魂。

## 历史
这一说法可能源自以色列王国，犹太人法庭依照《摩西律法》将上帝作为一切法律的制定者。具体出处可能是《申命记》16章18节“你要在耶和華你　神所賜的各城裏、按着各支派、設立審判官、和官長。他們必按公義的審判、判斷百姓。”据此得出理论即法官依法审判的权威来自上帝并且应用该说法表明这一点。后来，该说法从犹太教流传进入了基督教背景的法院以确认上帝是法律的最高权威。克拉伦斯·达罗、奥利佛·奥多诺万以及《芝加哥法律评论》称该说法之所以得以持续使用是由于法官们体会到自己虽然可以宣判一个人死刑，但是他们个人却无权毁灭灵魂，而只有上帝有权那么做。因此，一些法官每当使用该说法时出于关心罪犯的灵魂，把该说法作为祈祷并同时交叉手指。虽然这一说法本来是以法官的信仰为出发点的，但是实际使用却经常是出于法律传统而不一定是法官相信其含义本身。在17世纪的马萨诸塞湾殖民地，当时的大多数清教徒法官相信除非被告人在公开法庭上做出忏悔，“願上帝庇佑你之靈魂”这一说法并没有任何意义。为了让被审判者为所判决的罪行悔罪，从而使得该说法有意义且符合自己的观点，他们和其他清教徒工作人员会在直到行刑前一刻一直向被审判者施压。
美国自英国独立之初，该说法并不特别常用。不过，当新墨西哥州陶斯县首次做出死刑判决时，法官使用了该说法但随即声明该法院出于美国政教分离的原则不负责“请求一位全知的上帝”做一件陪审团办不到的事。在19世纪，由于美国法律开始从基于基督教原则的道德判断向“排除任何合理怀疑”的原则转变，类似“眼中毫无对上帝的畏惧”和“願上帝庇佑你之靈魂”的说法成为美国法院体系中继承自殖民地时期基于道德所做出的判决中仅存的实例。虽然如此，当代美国法官仍会在宣判死刑时以“願上帝庇佑你之靈魂”作为结束语。这有时是州法所规定，有时僅作為法律传统。例如在2011年，南达科他州有位法官在对谋杀犯做出死刑判决时使用了该说法。当佛罗里达州法官判处艾琳·乌尔诺斯死刑时，该案主审法官使用了该说法的另一个版本：“愿上帝怜悯你的尸首”（And may God have mercy on your corpse）。

## 流行文化
该说法时常在许多书籍和影片中出现，如1991年英国电影《置若罔闻》中，主角戈达德男爵就使用了这一说法。不过，具体措辞换为“愿主怜悯你的灵魂”（May The Lord have mercy upon your soul）。法国作家维克多·雨果所著的《巴黎圣母院》中对此也曾有所体现。在1995年的美国电影《超龄插班生》中，“願上帝庇佑你之靈魂”则作为詈语的一部分使用。在電影《绿里奇迹》中，看守保罗·艾吉康、布鲁托·霍韦和波西·怀特莫在执行死刑前也会使用这一说法。